# Медаль Коплі
Меда́ль Ко́плі (англ. Copley Medal) — щорічна нагорода Лондонського королівського товариства, найпрестижніша його нагорода та найстаріша у світі наукова нагорода, яку присуджують донині, — за надзвичайні досягнення в наукових дослідженнях, тематика котрих чергується між галузями фізичних та біологічних наук в непарні і парні роки відповідно.
Вперше медаль отримав у 1731 році Стівен Ґрей за «нові електричні експерименти: як заохочення готовності поділитися з товариством своїми відкриттями та прогресом у своїй галузі природознавчих справ».
Медаль засновано після пожертви у 100 фунтів стерлінгів сера Годфрі Коплі для проведення експериментів. Упродовж перших років використовувалися відсотки цієї суми.
Умови присудження медалі кілька разів змінювалися. 1736 року запропоновано, щоб «медаль або інший почесний приз дарувався особі, чий експеримент здобуде найбільше схвалення». Таке положення було чинне до 1831 року, коли умови змінилися: медаль належало вручати досліднику, якого рада Королівського товариства визнає найгіднішим.
1881 року сер Джозеф Вільям Коплі зробив нову пожертву — 1666 фунтів 13 шилінгів 4 пенні. Банківські відсотки цієї суми йшли на покриття затрат, пов'язаних із врученням медалі. Сучасну медаль виготовляють із позолоченого срібла. Крім самої медалі, нагороджений отримує грошову винагороду — 25000 фунтів.
Медаль Коплі отримали чимало визначних науковців, серед яких 52 лауреати Нобелівської премії: 17 в галузі фізики, 21 — фізіології та медицини, 14 — хімії.
Найчастіше медаль Коплі отримував Джон Теофіл Дезаґульє — тричі, в 1734, 1736 та 1741 роках.

## Список нагороджених
Див. також «Нагороджені медаллю Коплі»

### 1700-ті
| Рік  | Нагороджений                                        | Підстава | Примітки |
| ---- | --------------------------------------------------- | --- | -------- |
| 1731 | Стівен Ґрей                                         | «За нові електричні експерименти: як заохочення готовності поділитися з товариством своїми відкриттями та прогресом у своїй галузі природознавчих справ.» | [ 6 ]    |
| 1732 | Стівен Ґрей                                         | «За експерименти, які він виконав у 1732 році» | [ 6 ]    |
| 1733 | Не вручалася                                        | — | —        |
| 1734 | Джон Теофіл Дезаґульє                               | «В подяку за кілька експериментів, виконаних перед Товариством» | [ 7 ]    |
| 1735 | Не вручалася                                        | — | —        |
| 1736 | Джон Теофіл Дезаґульє                               | «За експерименти, виконані ним впродовж року» | [ 7 ]    |
| 1737 | Джон Белшіей                                        | «За експерименти, що продемонстрували властивість соку кореня марени забарвлювати кістки живих тварин у червоний колір» | [ 8 ]    |
| 1738 | Джеймс Валуе                                        | «За винахід машини, призначеної для вбивання паль для основи моста, що споруджуватиметься у Вестмінстері, модель якої була продемонстрована Товариству» | —        |
| 1739 | Стівен Гейлс                                        | «За експерименти з метою відкриття ліків, що могли б розчинити камінь; та презервантів для зберігання м'яса в довгих морських мандрівках» | [ 9 ]    |
| 1740 | Александер Стюарт                                   | «За лекції на тему м'язового руху. А ще за службу Товариству та за турботи й муки, що він в службі цій виніс» | [ 10 ]   |
| 1741 | Джон Теофіл Дезаґульє                               | «За експерименти з метою відкриття властивостей електрики. Як додаток до його платні (куратора) за цей рік» | [ 7 ]    |
| 1742 | Крістофер Міддлтон                                  | «За повідомлення своїх спостережень при спробі відкрити північно-західний прохід до Ост-Індії через Гудзонову затоку» | [ 11 ]   |
| 1743 | Авраам Трамбле                                      | «За експерименти з поліпом» | —        |
| 1744 | Генрі Бейкер                                        | «За цікаві експерименти щодо кристалізації чи конфігурації дрібних частинок солінь, розчинених у менструмі» | [ 12 ]   |
| 1745 | Вільям Вотсон                                       | «За несподівані відкриття щодо явища електрики, продемонстровані в його останніх експериментах» | [ 13 ]   |
| 1746 | Бенджамін Робінз                                    | «За цікаві експерименти, що демонструють опір повітря, та правил, що встановлюють доктрину для руху снарядів» | [ 14 ]   |
| 1747 | Ґовін Найт                                          | «За кілька дуже цікавих експериментів, ним продемонстрованих, як з природними, так і штучними магнітами» | [ 15 ]   |
| 1748 | Джеймс Бредлі                                       | «За дуже цікаві та чудові відкриття видимого руху непорушних зір та причин такого видимого руху» | [ 16 ]   |
| 1749 | Джон Гаррісон                                       | «За ті дуже цікаві інструменти, ним винайдені та змайстровані, призначені для точного вимірювання часу» | [ 17 ]   |
| 1750 | Джордж Едвардс                                      | «За дуже цікаву книгу, ним недавно опубліковану й названу „Натуральна історія птахів“, що містить елегантно замальовані ілюстрації, ілюміновані у відповідні кольори, 289 різних птахів та приблизно 20 рідкісних чотириногих, змій, риб та комах» | [ 18 ]   |
| 1751 | Джон Кантон                                         | «За повідомлення Товариству й демонстрації перед ним, на тему цікавих методів виготовлення штучних магнітів без використання природних» | [ 19 ]   |
| 1752 | Джон Прінгл                                         | «За дуже цікаві та корисні експерименти й спостереження септичних та антисептичних субстанцій, про які він доповів Товариству» | [ 20 ]   |
| 1753 | Бенджамін Франклін                                  | «За цікаві досліди й спостереження електрики» | [ 21 ]   |
| 1754 | Вільям Льюїс                                        | «За численні досліди, ним виконані, на платині, спрямовані на покращення золота: — які він завершив би повністю, якби не змушений був припинити подальні розвідини за браком матеріалу» | [ 22 ]   |
| 1755 | Джон Гаксем                                         | «За численні корисні експерименти з антимоном, опис яких він зачитав Товариству» | [ 23 ]   |
| 1756 | Не вручалася                                        | — | —        |
| 1757 | Чарлз Кавендіш                                      | «За дуже цікаві та корисні винаходи у виробництві термометрів, що показують, відповідно, найвищі ступені тепла та холоду, що трапилися в будь-який час за відсутності спостерігача» | [ 15 ]   |
| 1758 | Джон Доллонд                                        | «За цікаві досліди та відкриття стосовно різної здатності до заломлення променів світла, повідомлені Товариству» | [ 24 ]   |
| 1759 | Джон Смітон                                         | «За цікаві досліди стосовно водяних коліс та вітрил для вітряків, повідомлені Товариству. За експериментальні дослідження щодо здатності сил води та вітру приводити в рух млини» | [ 25 ]   |
| 1760 | Бенджамін Вілсон                                    | «За численні цікаві експерименти з електрикою, повідомлені Товариству впродовж року» | [ 26 ]   |
| 1761 | Не вручалася                                        | — | —        |
| 1762 | Не вручалася                                        | — | —        |
| 1763 | Не вручалася                                        | — | —        |
| 1764 | Джон Кантон                                         | «За дуже винахідливі та елегантні досліди з повітряною помпою та машиною конденсації з метою доказу стисливості води та деяких інших флюїдів» | [ 19 ]   |
| 1765 | Не вручалася                                        | — | —        |
| 1766 | Вільям Браунріґґ, Едвард Делаваль та Генрі Кавендіш | «За експериментальні дослідження мінерального пружного духу або повітря, що міститься у водах Спа, а також, мефітичних якостей цих духів (Браунріґґ); за досліди й спостереження щодо співвідношення питомих ваг кількох металів та їхніх кольорів, коли вони сполучені зі склом, а також при інших приготуваннях (Делаваль) за статтю, представлену в цьому році, в якій міститься опис досліду щодо фіксованого повітря (Кавендіш)» | [ 27 ]   |
| 1767 | Джон Елліс                                          | «За статтю від 1767 року „Про тваринну природу виду зоофітів, який називають Corallina та Actinia Sociata або скупченна тваринна квітка, що її нещодавно віднайшли на узбережжі нових островів“» | [ 28 ]   |
| 1768 | Пітер Воулф                                         | «За досліди з дистиляції кислот, летких лугів та інших речовин» | [ 29 ]   |
| 1769 | Вільям Г'юсон                                       | «За дві статті під назвами „Опис лімфатичної системи амфібій“ та „Опис лімфатичної системи риб“» | —        |
| 1770 | Вільям Гамільтон                                    | «За статтю під назвою „Опис подорожі до гори Етна“» | [ 30 ]   |
| 1771 | Матью Рейпер                                        | «За статтю під назвою „Дослідження щодо вартості грошей древніх греків та римлян“» | —        |
| 1772 | Джозеф Прістлі                                      | «За численні цікаві та корисні досліди, приведені в його спотереженнях» |          |
| 1773 | Джон Волш                                           | «За статтю про торпеди» | [ 31 ]   |
| 1774 | не вручалася                                        | — | —        |
| 1775 | Невіл Маскелайн                                     | «Як визнання його цікавих і старанних спостережень танення в горах, зроблених в Шотландії, на Шихалліоні» | [ 32 ]   |
| 1776 | Джеймс Кук                                          | «За статтю, в якій описаний метод, вжитий ним для збереження здоров'я команди корабля його величності „Резолюшн“ під час останної навколосвітної подорожі. Чиє повідомлення Товариству мало таке велике значення для публіки.» | [ 33 ]   |
| 1777 | Джон Мадж                                           | «За його цінну статтю з інструкціями, як виготовити найкращу композицію металів для телескопів-рефлекторів; разом із описом процесів виточування, шліфування та надання найкращої відбивної здатності для справжньої параболічної форми» | —        |
| 1778 | Чарлз Гаттон                                        | «За статтю „Сила пороху та початкова швидкість гарматних ядер, визначена експериментально“» | [ 34 ]   |
| 1779 | Не вручалася                                        | — | —        |
| 1780 | Семюел Вінс                                         | «За статтю під назвою „Дослідження принципів поступального та обертового руху“, надруковану в „Philosophical Transactions“» | [ 35 ]   |
| 1781 | Вільям Гершель                                      | «За повідомлення про відкриття нової і самітньої зірки; відкриття, що робить йому особливу честь, оскільки вочевидь ця зірка впродовж багатьох років, можливо віків, була в межах зору астрономів, та все ж досі уникала увагу більшості найстаранніших дослідників та інших спостерігачів» | [ 36 ]   |
| 1782 | Річард Кірван                                       | «Як визнання його праць в хімічній науці. За хімічні аналізи солей» | [ 35 ]   |
| 1783 | Джон Ґудрайк та Томас Гатчінс                       | «За відкриття періодичних варіацій яскравості зірки Алголь (Гудрайк); за досліди з уточнення точки замерзання ртуті (Гатчінс» | [ 35 ]   |
| 1784 | Едвард Ворінг                                       | «За математичні доповіді Товариству. За статтю „Про сумування рядів, загальний член яких є визначеною функцією від z — віддалі до першого члена ряду“» | [ 37 ]   |
| 1785 | Вільям Рой                                          | «За вимірювання основи на Гаунслоу Гіт» | [ 38 ]   |
| 1786 | Не вручалася                                        | — | —        |
| 1787 | Джон Гантер                                         | «За три статті: „Про оварій“, „Про ідентифікацію видів собака, вовк та шакал“ і „Про анатомію китів“, надрукованих у „Philosophical Transactions“ за 1787 р.» | [ 39 ]   |
| 1788 | Чарлз Блегден                                       | «За дві статті щодо замерзання, надруковані в останньому (78-му) томі „Philosophical Transactions“» | [ 40 ]   |
| 1789 | Вільям Морган                                       | «За дві статті щодо значень реверсій та виживальностей, надруковані в двох останніх томах „Philosophical Transactions“» | [ 41 ]   |
| 1790 | Не вручалася                                        | — | —        |
| 1791 | Джеймс Ренел та Жан-Андре Делюк                     | «За статтю про швидкість подорожування, здійсненого на верблюдах, опубліковану в останньому (81-му) томі „Philosophical Transactions“» | [ 42 ]   |
| 1792 | Бенджамін Томпсон                                   | «За різні статті щодо властивостей та передачі тепла» | [ 43 ]   |
| 1793 | Не вручалася                                        | — | —        |
| 1794 | Алессандро Вольта                                   | «За кілька повідомлень з поясненнями певних дослідів, опублікованих професором Гальвані» | —        |
| 1795 | Джессі Рамсден                                      | «За кілька різних винаходів та вдосконалень будови інструментів для тригонометричних вимірювань, проведених покійним генерал-майором Роєм та лейтенант-полковником Вільямсом із співробітниками» | [ 44 ]   |
| 1796 | Джордж Атвуд                                        | «За статтю про побудову та аналіз геометричних співвідношень, що визначають положення гомогенних тіл, які вільно плавають і перебувають у спокої; а також про визначення стабільності кораблів та інших плавучих тіл» | [ 45 ]   |
| 1797 | Не вручалася                                        | — | —        |
| 1798 | Джордж Шакберг-Евелін та Чарльз Гатчет              | «За різні доповіді, надруковані в „Philosophical Transactions“ (Евелін); за хімічні доповіді, надруковані в „Philosophical Transactions“ (Гетчетт)» | [ 46 ]   |
| 1799 | Джон Геллінс                                        | «За покращений розв'язок задачі в галузі фізичної астрономії, надрукований у „Philosophical Transactions“ за 1798 р., та інші математичні статті» | [ 47 ]   |
| 1800 | Едвард Говард                                       | «За роботи над новим фульмінатом ртуті» | [ 48 ]   |

### 1800-ті
| Рік  | Нагороджений                                    | Підстава | Примітки      |
| ---- | ----------------------------------------------- | --- | ------------- |
| 1801 | Естлі Купер                                     | «За статті про ефект, спричинений розривом барабанної перетинки у вусі, із описом операції ліквідації певних видів глухоти» | [ 49 ]        |
| 1802 | Вільям Волластон                                | «За різні статті, надруковані в „Philosophical Transactions“» | [ 50 ]        |
| 1803 | Річард Ченевікс                                 | «За різні хімічні статті, надруковані в „Philosophical Transactions“» | [ 51 ]        |
| 1804 | Смітсон Теннант                                 | «За різні хімічні відкриття, представлені до уваги Товариства і надруковані в кількох томах „Philosophical Transactions“» | [ 52 ]        |
| 1805 | Гамфрі Деві                                     | «За різні повідомлення, опубліковані в „Philosophical Transactions“» | [ 53 ]        |
| 1806 | Томас Едрю Найт                                 | «За різні статті про вегетацію, надруковані в „Philosophical Transactions“» | [ 54 ]        |
| 1807 | Едвард Гоум                                     | «За різні статті з анатомії та психології, надруковані в „Philosophical Transactions“» | —             |
| 1808 | Вільям Генрі                                    | «За різні статті, представлені до уваги Товариства і надруковані в „Philosophical Transactions“» | —             |
| 1809 | Едвард Трутон                                   | «За метод розділення астрономічних інструментів, надрукований в останньому томі „Philosophical Transactions“» | [ 55 ]        |
| 1810 | Не вручалася                                    | — | —             |
| 1811 | Бенджамін Коллінз Броді                         | «За статтю, надруковану в „Philosophical Transactions“, „Про вплив мозку на діяльність серця, і генерацію тваринного тепла і про різні способи, якими певні рослинні отрути викликають смерть“» | [ 56 ]        |
| 1812 | Не вручалася                                    | — | —             |
| 1813 | Вільям Томас Бренд                              | «За повідомлення стосовно алкоголю, що міститься в ферментованих спиртних напоях та інші статті, надруковані в „Philosophical Transactions“» | —             |
| 1814 | Джеймс Айворі                                   | «За різні математичні повідомлення, надруковані в „Philosophical Transactions“» | [ 57 ]        |
| 1815 | Девід Брюстер                                   | «За статтю про поляризацію світла при відбиванні від прозорих тіл» | [ 58 ]        |
| 1816 | Не вручалася                                    | — | —             |
| 1817 | Генрі Кейтер                                    | «За експерименти з маятником» | [ 59 ]        |
| 1818 | Роберт Сеппінгс                                 | «За різні статті стосовно побудови військових кораблів, надруковані в „Philosophical Transactions“» | —             |
| 1819 | Не вручалася                                    | — | —             |
| 1820 | Ганс Крістіан Ерстед                            | «За електромагнітні відкриття» | [ 60 ]        |
| 1821 | Едвард Себін та Джон Гершель                    | «За різні повідомлення Товариству щодо досліджень, виконаних під час останньої подорожі в Арктичні області (Себін). За статті, надруковані в „Philosophical Transactions“ (Гершель).» | [ 61 ]        |
| 1822 | Вільям Бакленд                                  | «За статтю про викопні зуби та кістки, знайдені в печері Керкдейл» | [ 62 ]        |
| 1823 | Джон Понд                                       | «За різні повідомлення Королівському товариству» | —             |
| 1824 | Джон Брінклі                                    | «За різні повідомлення Королівському товариству» | [ 63 ]        |
| 1825 | Франсуа Араго та Пітер Барлоу                   | «За відкриття магнітних властивостей речовин, що не містять заліза. За відкриття сили різних тіл, переважно металевих, отримувати магнітну імпресію, чином схожим, хоча більш еванесцентним, ніж коване залізо, і до набагато менш інтенсивного ступеня (Араго); за різні повідомлення на тему магнетизму (Барлоу)» | [ 64 ]        |
| 1826 | Джеймс Саут                                     | «За спостереження подвійної зорі та за статтю про розбіжності між спостережуваними й обчисленими прямими сходженнями Сонця, опубліковану в „Philosophical Transactions“. За статтю про спостереження видимих віддалей та положень чотириста п'ятдесяти подвійних та потрійних зірок, опублікованих в останньому томі (1826, част. 1) Транзакцій» | [ 65 ]        |
| 1827 | Вільям Праут та Генрі Фостер                    | «За статтю під назвою „Про кінцевий склад простих харчових речовин з деякими попередніми зауваженнями щодо аналізу організованих тіл загалом“» | [ 66 ]        |
| 1828 | Не вручалася                                    | — | —             |
| 1829 | Не вручалася                                    | — | —             |
| 1830 | Не вручалася                                    | — | —             |
| 1831 | Джордж Бідделл Ері                              | «За статті „Про принципи побудови ахроматичних об'єктивів телескопів“, „Про сферичні аберації об'єктивів телескопів“ та інші статті на тему оптики в Транзакціях Кембриджського філософського товариства» | [ 67 ]        |
| 1832 | Майкл Фарадей та Сімеон Пуасон                  | «За відкриття магнітоелектрики, як викладено в його „Експериментальних дослідженнях з електрики“, опублікованих в „Philosophical Transactions“ за цей рік (Фарадей); за роботу під назвою „Nouvelle Theorie de l'Action Capillaire“ („Нова теорія капілярної дії“) (Пуасон)» | [ 68 ]        |
| 1833 | Не вручалася                                    | — | —             |
| 1834 | Джованні Антоніо Амедео Плана                   | «За роботу під назвою „Theorie du Mouvement de la Lune“ („Теорія руху Місяця“)» | [ 69 ]        |
| 1835 | Вільям Сноу Гарріс                              | «За експериментальне дослідження сили електрики високої інтенсивності, що містяться в Transactions за 1834 р.» | [ 53 ]        |
| 1836 | Йонс Якоб Берцеліус та Франсіс Кірнан           | «За систематичні застосування доктрини визначених пропорцій при аналізі мінеральних тіл, як викладено в „Nouveau Systeme de Mineralogie“ („Новій системі мінералогії“) та в інших роботах (Берцеліус). За відкриття стосовно будови печінки, як деталізовано в його статті, представленій Королівському товариству й опублікованій в „Philosophical Transactions“ за 1833 р. (Кірнан)» | —             |
| 1837 | Антуан Сезар Беккерель та Джон Фредерік Даніелл | «За різні мемуари на тему електрики, опубліковані в „Memoires de l'academie Royale des Sciences de l'Institut de France“ („Мемуарах королівської академії наук та Інституту Франції“), і зокрема за ті, в яких йдеться про створення кристалів металічних сульфуритів та сірки при тривалій неперервній дії електрики дуже малої напруги і які опубліковані в десятому тому „Мемуарів“ (Беккерель); за дві статті на тему вольтаїчних комбінацій, опубліковані в „Philosophical Transactions“ за 1836 р. (Деніел)» | [ 70 ]        |
| 1838 | Карл Фрідріх Гаус та Майкл Фарадей              | «За винаходи і математичні дослідження магнетизму (Гаус); за дослідження специфічної електричної індукції (Фарадей)» | [ 71 ]        |
| 1839 | Роберт Браун                                    | «За відкриття впродовж низки років в області рослинного розмноження» | [ 72 ]        |
| 1840 | Юстус Лібіх та Жак Шарль Франсуа Штурм          | «За відкриття в органічній хімії і зокрема за розробку будови й теорії органічних радикалів (Лібіх); за „Memoire sur la Resolution des Equations Numeriques“ („Мемуари щодо розв'язку числових рівнянь“), опубліковані в „Memoires des Savans Etrangers“ за 1835 р. (Штурм)» | [ 73 ] [ 74 ] |
| 1841 | Георг Ом                                        | «За дослідження законів електричних струмів, що містяться в різних мемуарах, опублікованих „Schweiggers Journal“, „Poggendorffs Annalen“ та в окремій праці під назвою „Die galvanische Kette mathematisch bearbeitet“» | [ 75 ]        |
| 1842 | Джеймс Маккалох                                 | "За дослідження, пов'язані з хвильовою теорією світла, що містяться в «Transactions of the Royal Irish Academy» | [ 76 ]        |
| 1843 | Жан Батіст Дюма                                 | «За цінні дослідження в галузі органічної хімії, особливо ті, що містяться в серії мемуарів щодо хімічних типів та доктрини заміни, а також за вишукані досліди атомних ваг карбону, оксигену, гідрогену, нітрогену та інших елементів» | —             |
| 1844 | Карло Маттеуччі                                 | «За різноманітні дослідження тваринної електрики» | [ 77 ]        |
| 1845 | Теодор Шванн                                    | «За фізіологічні дослідження розвитку тваринних та рослинних тканин, опубліковані в праці під назвою „Mikroskopische Untersuchungen uber die Uebereinstimmung in der Struktur u. dem Wachsthun der Thiese u. Bflanzen“» | —             |
| 1846 | Урбен Левер'є                                   | «За дослідження стосовно збурень Урана, якими він доказав існування й передбачив місцезнаходження нової планети; Рада вважає ці передбачення підтвердженими, оскільки негайне ж відкриття планети стало одним із найвеличніших тріумфів сучасного аналізу, застосованого до Ньютонової теорії гравітації» | [ 78 ]        |
| 1847 | Джон Гершель                                    | «За працю під назвою „Астрономічні спостереження протягом 1834, 1836, 1837 та 1838 рр. на мисі Доброї Надії“, які стали завершенням телескопічного огляду всієї поверхні видимих небес, розпочатого в 1825 р.» | [ 61 ]        |
| 1848 | Джон Кауч Адамс                                 | «За дослідження стосовно збурень Урана та за застосування оберненої задачі теорії збурень з цією метою» | [ 79 ]        |
| 1849 | Родерік Мерчісон                                | «За визначні послуги, ним учинені, геологічній науці впродовж довгих років активних спостережень в кількох частинах Європи; а особливо за встановлення тої класифікації старших палеозойських відкладів, названих силурійською системою, як викладено в двох працях під назвами „Силурійська система на основі геологічних досліджень в Англії“ та „Геологія Росії в Європі та Уральських горах“» | —             |
| 1850 | Петер Андреас Ганзен                            | «За дослідження в галузі фізичної астрономії» | [ 53 ]        |
| 1851 | Річард Овен                                     | «З огляду на важливі відкриття в порівняльній анатомії та палеонтології, що містяться в „Philosophical Transactions“ та численних інших працях» | [ 80 ]        |
| 1852 | Александер фон Гумбольдт                        | «За визначні послуги науці про земну фізику протягом низки років» | [ 81 ]        |
| 1853 | Гайнріх Вільгельм Дове                          | «За праці над проблемою розподілу тепла на поверхні Землі» | —             |
| 1854 | Йоганнес Петер Мюллер                           | "За важливий вклад у різні галузі фізіології та порівняльної анатомії, а особливо за дослідження з ембріології Echinodermata, які містяться в низці мемуарів, опублікованих у «Transactions of the Royal Academy of Sciences of Berlin» | [ 82 ]        |
| 1855 | Леон Фуко                                       | «За різноманітні дослідження в експериментальній фізиці» | [ 53 ]        |
| 1856 | Генрі Мілн-Едвардс                              | «За дослідження в порівняльній анатомії та зоології» | —             |
| 1857 | Мішель Ежен Шеврель                             | «За дослідження в органічній хімії, зокрема щодо складу жирів та за дослідження проблеми контрасту кольорів» | [ 53 ]        |
| 1858 | Чарльз Лаєлл                                    | «За різноманітні дослідження і праці, якими він прислужив розвитку геології» | [ 53 ]        |
| 1859 | Вільгельм Едуард Вебер                          | «За дослідження „Maasbestimmungen“ та інші дослідження електрики магнетизму, акустики» | [ 83 ]        |
| 1860 | Роберт Бунзен                                   | «За дослідження какодилів, аналіз газів, явище Вольтера в Ісландії та інші дослідження» | [ 53 ]        |
| 1861 | Луї Агассіз                                     | «За визначні дослідження в палеонтології та інших галузях науки і зокрема за видатні праці з викопними рештками риб та за його „Poissons du Vieux Gres Rouge d'Ecosse“ („Риби в древніх червоних пісковиках Шотландії“)» | [ 53 ]        |
| 1862 | Томас Ґрем                                      | «За три мемуари про дифузію рідин, опубліковані в „Philosophical Transactions“ за 1850 та 1851 рр.; за мемуар про осмотичну силу в „Philosophical Transactions“ за 1854 р. і особливо за статтю про дифузію рідин в прикладному аналізі, включно з розподілом сполук на колоїди та кристалоїди, опубліковану в „Philosophical Transactions“ за 1861» | [ 84 ]        |
| 1863 | Адам Седжвік                                    | «За оригінальні спостереження та відкриття в геології палеозойських ярусів скель, зокрема, за визначення характеристик девонської системи завдяки спостереженням порядку накладень скель Кілласа та викопних решток у них в Девонширі» | [ 85 ]        |
| 1864 | Чарлз Дарвін                                    | «За важливі дослідження в геології, зоології і ботанічній фізіології» | [ 53 ]        |
| 1865 | Мішель Шаль                                     | «За історичні й оригінальні дослідження в чистій геометрії» | [ 86 ]        |
| 1866 | Юліус Плюккер                                   | «За дослідження в аналітичній геометрії, магнетизмі та спектральному аналізі» | [ 87 ]        |
| 1867 | Карл Ернст фон Баєр                             | «За відкриття в ембріології та порівняльній анатомії і за вклад у філософію зоології» | [ 53 ]        |
| 1868 | Чарлз Вітстоун                                  | «За дослідження в акустиці, оптиці, електриці та магнетизмі» | [ 53 ]        |
| 1869 | Анрі Віктор Реньо                               | «For the second volume of his Relation des Experiences pour determiner les lois et les donnees physiques necessaries au calcul des machines a feu, including his elaborate investigations on the specific heat of gases and vapours, and various papers on the elastic force of vapours» | [ 53 ]        |
| 1870 | Джеймс Прескотт Джоуль                          | «За експериментальні дослідження на тему динамічної теорії тепла» | [ 53 ]        |
| 1871 | Юліус Роберт фон Маєр                           | «За дослідження механіки тепла, включно з есе на теми: 1. Сила неорганічної природи. 2. Органічний рух в зв'язку з харчуванням. 3. Гарячка. 4. Динаміка небесних тіл. 5. Механічний еквівалент тепла» | [ 53 ]        |
| 1872 | Фрідріх Велер                                   | «За численні внески в науку хімію і зокрема за дослідження продуктів розкладу ціаногенів аміаком; похідних сечової кислоти; бензольних рядів; бору, сіліцію та їхніх сполук; метеорів» | [ 53 ]        |
| 1873 | Герман Гельмгольц                               | «За дослідження в фізиці та фізіології» | [ 88 ]        |
| 1874 | Луї Пастер                                      | «За дослідження ферментації та пелерин» | [ 53 ]        |
| 1875 | Август Вільгельм Гофман                         | «За великий внесок у хімію і, зокрема, за дослідження похідних аміаку» | [ 89 ]        |
| 1876 | Клод Бернар                                     | «За великий внесок у науку фізіологію» | [ 53 ]        |
| 1877 | Джеймс Двайт Дана                               | «За біологічні, геологічні та мінералогічні дослідження, проведені впродовж півстоліття, і за цінні праці, в яких його висновки та відкриття були опубліковані» | [ 53 ]        |
| 1878 | Жан Батіст Буссенго                             | «За довготривалі та важливі дослідження й відкриття в галузі сільськогосподарської хімії» | [ 90 ]        |
| 1879 | Рудольф Клаузіус                                | «За добре відомі дослідження теплоти» | [ 91 ]        |
| 1880 | Джеймс Джозеф Сильвестр                         | «За довготривалі дослідження й відкриття в математиці» | [ 92 ]        |
| 1881 | Шарль Адольф Вюрц                               | «За відкриття органічних амоніїв, гліколів та інші дослідження, що мали великий вплив на розвиток хімії» | -             |
| 1882 | Артур Келі                                      | «За численні глибокі та вдумливі дослідження в галузі чистої математики» | [ 93 ]        |
| 1883 | Вільям Томсон                                   | «За (1) відкриття закону універсальної дисипації енергії; (2) за дослідження та визначні послуги фізиці, як експериментальні, так і математичні, особливо в теорії електрики та термодинаміки» | [ 94 ]        |
| 1884 | Карл Людвіг                                     | «За дослідження в галузі фізіології та за великі послуги, зроблені ним фізіологічній науці» | -             |
| 1885 | Фрідріх Август Кекуле                           | «За дослідження в органічній хімії» | [ 53 ]        |
| 1886 | Франц Ернст Нейман                              | «За дослідження в теоретичній оптиці та електродинаміці» | [ 95 ]        |
| 1887 | Джозеф Долтон Гукер                             | «За послуги науці ботаніці як дослідника, автора й мандрівника» | [ 53 ]        |
| 1888 | Томас Генрі Гакслі                              | «За дослідження морфології та гістології хребетних і безхребетних тварин та за заслуги перед біологічною наукою загалом впродовж багатьох минулих років» | [ 53 ]        |
| 1889 | Джордж Салмон                                   | «За численні статті на теми чистої математики і за цінні математичні трактати, автором яких він є» | [ 96 ]        |
| 1890 | Саймон Ньюкомб                                  | «За вклад у розвиток гравітаційної астрономії» | [ 97 ]        |
| 1891 | Станіслао Канніццаро                            | «За вклад у хімічну філософію, особливо за застосування теорії Авогадро» | [ 53 ]        |
| 1892 | Рудольф Вірхов                                  | «За дослідження в патології, патологічній анатомії і доісторичній археології» | [ 53 ]        |
| 1893 | Джордж Габріель Стокс                           | «За дослідження й відкриття у фізичній науці» | [ 98 ]        |
| 1894 | Едвард Франкленд                                | «За визначні послуги теоретичній та прикладній хімії» | [ 99 ]        |
| 1895 | Карл Веєрштрас                                  | «За дослідження в області чистої математики» | [ 100 ]       |
| 1896 | Карл Ґеґенбаур                                  | "За дослідження всього життя, присвячені порівняльній анатомії в усіх галузях тваринного царства, тощо «For his life-long researches in comparative anatomy in all branches of the animal kingdom. etc., etc»\|\| - |               |
| 1897 | Альберт фон Коллікер                            | «Як визнання важливості його праці в ембріології, порівняльній анатомії та фізіології і особливо за визначну майстерність як гістолога» | -             |
| 1898 | Вільям Гаґґінс                                  | «За дослідження в області спектрального аналізу стосовно небесних тіл» | [ 53 ]        |
| 1899 | Джон Вільям Стретт (лорд Релей)                 | «Як визнання його вкладу в фізичну науку» | [ 101 ]       |
| 1900 | Марселен Бертло                                 | «За чудові послуги хімічній науці» | [ 53 ]        |

### 1900-ті
| Рік  | Нагороджений                | Підстава | Примітки |
| ---- | --------------------------- | --- | -------- |
| 1901 | Джозая Віллард Ґіббс        | «За внесок у математичну фізику» | [ 102 ]  |
| 1902 | Джозеф Лістер               | «Як визнання цінності його фізіологічних та патологічних досліджень з огляду на їхній вплив на практику сучасної терапії» | [ 103 ]  |
| 1903 | Едуард Зюсс                 | "За визначні геологічні послуги і особливо за оригінальні дослідження та висновки, опубліковані у видатній роботі «Das Antlitz der Erde» | [ 103 ]  |
| 1904 | Вільям Крукс                | «За довготривалі дослідження в області спектроскопічної хімії, електричних та механічних явищ в дуже розріджених газах, явища радіоактивності та інших тем» | [ 103 ]  |
| 1905 | Дмитро Менделєєв            | «За вклад у хімічні й фізичні науки» | [ 103 ]  |
| 1906 | Ілля Мечников               | «На підставі важливості його праці в зоології та патології» | [ 103 ]  |
| 1907 | Альберт Абрахам Майкельсон  | «На підставі його досліджень у галузі оптики» | [ 103 ]  |
| 1908 | Альфред Рассел Воллес       | «На підставі великої цінності численних його вкладів у натурісторію та тієї ролі, яку він відіграв у розробці теорії про походження видів через природний відбір» | [ 103 ]  |
| 1909 | Джордж Вільям Гілл          | «На підставі досліджень з математичної астрономії» | [ 103 ]  |
| 1910 | Френсіс Гальтон             | «На підставі його досліджень спадковості» | [ 103 ]  |
| 1911 | Джордж Говард Дарвін        | «На підставі його досліджень теорії припливів, форми планет та сумісних питань» | [ 103 ]  |
| 1912 | Фелікс Клейн                | «На підставі його досліджень із математики» | [ 104 ]  |
| 1913 | Едвін Рей Ланкестер         | «На підставі високої наукової цінності досліджень із зоології, виконаних ним» | [ 105 ]  |
| 1914 | Джозеф Джон Томсон          | «On the ground of his discoveries in physical science» | [ 103 ]  |
| 1915 | Іван Павлов                 | «На підставі його досліджень фізіології травлення і вищих центрів нервової системи» | [ 103 ]  |
| 1916 | Джеймс Дьюар                | «За важливі дослідження в області фізичної хімії, зокрема за дослідження зрідження газів» | <        |
| 1917 | Еміль Ру                    | «На підставі надзвичайних успіхів як бактеріологіста та як піонеру використання сироваток у терапії» | [ 106 ]  |
| 1918 | Гендрик Лоренц              | «На підставі визначних досліджень у математичній фізиці» | [ 103 ]  |
| 1919 | Вільям Бейлісс              | «На підставі досліджень в області загальної фізіології та біофізики» | [ 103 ]  |
| 1920 | Горас Табберер Браун        | «На підставі праць в області хімії карбогідратів» | [ 107 ]  |
| 1921 | Джозеф Лармор               | «За дослідження в математичній фізиці» | [ 108 ]  |
| 1922 | Ернест Резерфорд            | «За дослідження радіоактивності та структури атома» | [ 103 ]  |
| 1923 | Горацій Лемб                | «За дослідження в математичній фізиці» | [ 109 ]  |
| 1924 | Едвард Алберт Шарпі-Шейфер  | «За цінну працю, виконану ним у фізіології та гістології та за положення лідера в цих науках, яке йому зараз належить» | -        |
| 1925 | Альберт Ейнштейн            | «За теорію відносності та вклад у квантову теорію» | [ 103 ]  |
| 1926 | Фредерик Гопкінс            | «За визначну і плідну працю в області біохімії» | [ 110 ]  |
| 1927 | Чарлз Шеррінгтон            | «За визначну працю в нейрології» | [ 111 ]  |
| 1928 | Чарлз Алджернон Парсонс     | «За вклад у інженерну науку» | -        |
| 1929 | Макс Планк                  | «За вклад у теоретичну фізику й особливо як людині, що започаткувала квантову теорію» | [ 112 ]  |
| 1930 | Вільям Генрі Брегг          | «За визначний вклад у кристалографію та радіоактивність» | [ 113 ]  |
| 1931 | Артур Шустер                | «За визначні дослідження з оптики та земного магнетизму» | [ 114 ]  |
| 1932 | Джордж Еллері Гейл          | «За визначну працю над явищами сонячного магнетизму та видатні успіхи у галузі наукової інженерії, особливо у зв'язку із обсерваторією Маунт-Вілсон» | [ 115 ]  |
| 1933 | Теобальд Сміт               | «За оригінальні дослідження й спостереження стосовно захворювань тварин та людини» | [ 116 ]  |
| 1934 | Джон Скотт Голдейн          | «Як визнання його відкриттів у області людської фізіології та їхнє застосування в медицині, гірничій справі, підводному плаванні та інженерній справі» | [ 117 ]  |
| 1935 | Чарльз Томсон Різ Вільсон   | «За працю над використанням хмар для збільшення наших знань про атоми та їхні властивості» | [ 118 ]  |
| 1936 | Артур Еванс                 | «Як визнання піонерських робіт на Криті, особливо за його вклад у історію та цивілізацію Мінойської ери» | [ 119 ]  |
| 1937 | Генрі Дейл                  | «Як визнання важливого вкладу в фізіологію і фармацею, особливо стосовно нервової та нервово-м'язової систем» | [ 120 ]  |
| 1938 | Нільс Бор                   | «Як визнання видатної праці щодо розвитку квантової теорії структури атома» | [ 121 ]  |
| 1939 | Томас Гант Морган           | «За встановлення сучасної науки генетики, що революціонувала наше розуміння не тільки спадковості, але й механізму й природи еволюції» | [ 122 ]  |
| 1940 | Поль Ланжевен               | «За піонерські праці з електронної теорії магнетизму, фундаментальний вклад у розуміння електричних розрядів у газах та важливу працю в численних галузях теоретичної фізики» | [ 123 ]  |
| 1941 | Томас Люїс                  | «За клінічні та експериментальні дослідження серця ссавців» | [ 124 ]  |
| 1942 | Роберт Робінсон             | «За дослідницьку роботу надзвичайної оригінальності та досконалості, яка вплинула на всю галузь огранічної хімії» | [ 125 ]  |
| 1943 | Джозеф Баркрофт             | «За визначну роботу щодо дихання і респіративної функції крові» | [ 126 ]  |
| 1944 | Джеффрі Інграм Тейлор       | «За великий внесок у аеродинаміку, гідродинаміку, вивчення структури металів, які кардинально вплинули на розвиток фізичної науки та її застосувань» | [ 127 ]  |
| 1945 | Освальд Евері               | «За успіх у запровадженні хімічних методів у вивчення імунітету до інфекційних захворювань» | [ 128 ]  |
| 1946 | Едгар Дуглас Адріан         | «За визначні дослідження фундаментальної природи нервової діяльності і, нещодавно, щодо локалізації певних нервових функцій» | [ 129 ]  |
| 1947 | Ґодфрі Гаролд Гарді         | «За визначну роль у розвитку математичного аналізу в Англії протягом останніх тридцяти років» | [ 130 ]  |
| 1948 | Арчибальд Гілл              | «За визначні дослідження проблем міотермії та біофізичних явищ у нервах та інших тканинах» | [ 131 ]  |
| 1949 | Дьєрдь де Гевеші            | «За визначні праці в хімії радіоактивних елементів і особливо за розробку методу мічених атомів для дослідження біологічних процесів» | [ 132 ]  |
| 1950 | Джеймс Чедвік               | «За видатну працю в ядерній фізиці та розвитку атомної енергетики, особливо за відкриття нейтрона» | [ 133 ]  |
| 1951 | Девід Кейлін                | «За фундаментальні дослідження в галузях протозоології, ентимології та біохімії ензимів» | [ 134 ]  |
| 1952 | Пол Дірак                   | «Як визнання його чудового внеску в релятивістську динаміку частинки в квантовій механіці» | [ 135 ]  |
| 1953 | Альберт Клюйвер             | «За визначний внесок фундаментального роду в науку мікробіологію» | -        |
| 1954 | Едмунд Тейлор Віттекер      | «За визначний внесок в як чисту, так і прикладну математику і теоретичну фізику» | [ 136 ]  |
| 1955 | Роналд Фішер                | «Як визнання численних і визначних внесків у розвиток теорії та застосування статистики, що дозволили зробити кількісним широке поле біології» | [ 137 ]  |
| 1956 | Патрік Блекетт              | "Як визнання видатних досліджень дощів космічних променів та важких мезонів, а також в області палеомагнетизму | -        |
| 1957 | Говард Волтер Флорі         | «Як визнання видатного внеску в експериментальну патологію та медицину» | [ 138 ]  |
| 1958 | Джон Ідензор Літлвуд        | «Як визнання видатного внеску в численні галузі аналізу, серед яких теорія Таубера, дзета-функція Рімана та нелінійні диференціальні рівняння» | [ 139 ]  |
| 1959 | Макфарлейн Бернет           | «Як визнання визначного вкладу в знання про віруси та імунологію» | [ 140 ]  |
| 1960 | Гарольд Джеффріс            | «Як визнання визначної праці в багатьох розгалуженнях геофізики, а також теорії ймовірностей та астрономії» | [ 141 ]  |
| 1961 | Ганс Адольф Кребс           | «Як визнання визначного внеску в біохімію, зокрема його робіт щодо орнітину, трикарбоксильної кислоти та гліоксилатних циклів» | s        |
| 1962 | Сиріл Норман Гіншелвуд      | «Як визнання визначних досліджень в області хімічної кінетики, включно з вивченням механізмів біологічних реакцій та видатного внеску у натурфілософію» | [ 143 ]  |
| 1963 | Пол Філдс                   | «Як визнання піонерського внеску в бактеріологію» | -        |
| 1964 | Сідні Чепмен                | «Як визнання теоретичного внеску у вивчення земного та міжпланетного магнетизму, іоносфери та північного сяйва» | [ 144 ]  |
| 1965 | Алан Годжкін                | «Як визнання відкриття механізму збудження та передачі імпульсу в нервах і за його видатне лідерство в розвитку нейрофізіології» | -        |
| 1966 | Вільям Лоренс Брегг         | «Як визнання визначного внеску в розвиток методів визначення структури за допомогою дифракції рентгенівських променів» | [ 103 ]  |
| 1967 | Бернард Кац                 | «Як визнання видатного внеску в знання фундаментальних процесів передачі імпульсів через нейромускулярні контакти» | -        |
| 1968 | Тадеуш Райхштайн            | «Як визнання видатної праці в області хімії вітаміну С та за авторитетні дослідження кортико-стероїдів» | -        |
| 1969 | Пітер Медавар               | «Як визнання видатних досліджень трансплантації тканини та імунологічної сумісності» | [ 103 ]  |
| 1970 | Александер Тодд             | «Як визнання видатного внеску як у аналітичну, так і синтетичну хімію природних продуктів різного типу» | [ 103 ]  |
| 1971 | Норман Пірі                 | «Як визнання видатного внеску у біохімію і зокрема за висвітлення природи рослинних вірусів» | -        |
| 1972 | Невіл Мотт                  | «Як визнання оригінального внеску впродовж тривалого часу в атомну фізику та фізику твердого тіла» | [ 103 ]  |
| 1973 | Ендрю Гакслі                | «Як визнання видатних досліджень механізмів нервових імпульсів та активації скорочення м'язів» | -        |
| 1974 | Вільям Годж                 | «Як визнання піонерських робіт із алгебраїчної геометрії, зокрема теорії гармонічних інтегралів» | [ 145 ]  |
| 1975 | Френсіс Крік                | «Як визнання висвітлення структури ДНК та внесок у молекулярну біологію» | [ 103 ]  |
| 1976 | Дороті Кроуфут Ходжкін      | «Як визнання видатної праці над визначенням структури складних молекул, зокрема молекули пеніциліну, вітаміну B12 та інсуліну» | [ 103 ]  |
| 1977 | Фредерік Сангер             | «к визнання видатної праці над визначенням хімічної структури білків та дослідження послідовностей нуклеїнових кислот» | [ 103 ]  |
| 1978 | Роберт Бернс Вудворд        | «Як визнання майстерного внеску в синтез складних природних продуктів та відкриття важливості орбітальної симетрії» | [ 103 ]  |
| 1979 | Макс Перуц                  | «Як визнання видатного внеску в молекулярну біологію через власні дослідження структури та біологічної активності гемоглобіну та за провідну роль в розвитку цього напрямку» | [ 103 ]  |
| 1980 | Дерек Гарольд Річард Бартон | «Як визнання видатного внеску в широке коло задач структурної хімії та хімії органічного синтезу та зокрема за запровадження конформаційного аналізу в стереохімії» | [ 103 ]  |
| 1981 | Пітер Мітчел                | «Як визнання видатного внеску в біологію формулюванням та розвитком хеміосмотичної теорії переносу енергії» | [ 103 ]  |
| 1982 | Джон Корнфорт               | «Як визнання видатних досліджень стереохімічно контрольованого синтезу та біосинтезу біологічно важливих молекул» | [ 146 ]  |
| 1983 | Родні Портер                | «Як визнання висвітлення структури імуноглобулінів та реакцій процесу активації комплементарної системи білків» | -        |
| 1984 | Субраманьян Чандрасекар     | «Як визнання видатної праці в області теоретичної фізики, включно із дослідженнями будови зірок, теорії випромінювання, гідродинамічної стабільності та теорії відносності» | [ 147 ]  |
| 1985 | Аарон Клуг                  | «Як визнання видатного внеску в наше розуміння складних біологічних структур та розробку методів, які використовуються для їх визначення» | -        |
| 1986 | Рудольф Паєрлс              | «Як визнання фундаментального внеску в дуже широке коло питань теоретичної фізики та передбачення віхового значення — можливості ланцюгової ядерної реакції в здатних до поділу матеріалах» | -        |
| 1987 | Роберт Гілл                 | «Як визнання піонерського внеску в розуміння природи та механізму головного шляху електронного транспорту при фотосинтезі» | -        |
| 1988 | Майкл Атія                  | «Як визнання фундаментального внеску в широке коло тем в геометрії, топології, аналізі та теоретичній фізиці» | [ 148 ]  |
| 1989 | Сезар Мільштейн             | «Як визнання видатного внеску в імунологію, зокрема у відкриття моноклональних антитіл, та в розуміння ролі соматичних мутацій у виробленні імунного відклику» | -        |
| 1990 | Абдус Салам                 | «Як визнання праці над проблемами симетрії в законах природи і особливо за об'єднання електромагнітних та слабких сил» | [ 149 ]  |
| 1991 | Сідні Бреннер               | «Як визнання великого внеску в молекулярну генетику та розвиткову біологію і за недавню роль в проєкті визначення людського геному» | -        |
| 1992 | Джордж Портер               | «Як визнання внеску в фундаментальне розуміння швидких фотохімічних і фотофізичних процесів та їхньої ролі в хімії та біології» | [ 150 ]  |
| 1993 | Джеймс Вотсон               | «Як визнання його невтомної праці над ДНК, починаючи з вияснення її структури до соціальних та медичних наслідків від секвенсування людського генома» | [ 151 ]  |
| 1994 | Чарлз Франк                 | «Як визнання фундаментального внеску в теорію морфології кристалів, зокрема у визначення джерела дислокацій та їхної ролі в формуванні границь між кристалами та рості кристалів, у фундаментальне розуміння рідких кристалів та дисклінацій, у розширенні понять кристалічності на аперіодичні кристали. Він також вніс багато чудових ідей у велику кількість фізичних задач» | -        |
| 1995 | Франк Феннер                | «Як визнання внеску у вірусологію тварин із спеціальним наголосом на вірус віспи та міксотосос та їхнє відношення до господаря в спричиненні хвороб» | -        |
| 1996 | Алан Коттрелл               | «Як визнання внеску в розуміння механічних властивостей матеріалів та дотичних тем завдяки піонерським дослідження пластичності кристалів, взаємодії між дислокаціями та домішками, крихкості та радіаційних дефектів» | [ 152 ]  |
| 1997 | Г'ю Гакслі                  | «Як визнання піонерської праці над будовою м'язів та молекулярного механізму скорочення м'язів, що дало розв'язок однієї з найскладніших задач фізіології» | -        |
| 1998 | Джеймс Лайтгілл             | «Як визнання глибокого внеску в численні області гідродинаміки, включно з важливими аспектами взаємодії звуку з потоками флюїдів та інші численні внески, що знайшли практичні застосування при конструюванні двигунів літаків. Він відзначився також революційними працями як в зовнішній біогідродинаміці — аналізі механізмів плавання та польоту — так і внутрішній біогідродинаміці, включно з динамікою потоків у серцевосудинній системі та повітряних шляхів, механіці завитвої системи та інших аспектів слуху» | [ 153 ]  |
| 1999 | Джон Мейнард Сміт           | «Як визнання видатного внеску в еволюційну біологію, включно з експериментальною працею над сексуальним відбором, важливий внесок у розуміння механізмів старіння, запровадження методів теорії ігор до аналізу складних еволюційних сценаріїв та дослідження молекулярної еволюції, як завдяки класичним працям на тему генетичного хітч-хайкінгу, так і сучаснішій теперішній праці над проблемою росту популяцій бактерій»                                                                                            | [ 154 ]  |
| 2000 | Алан Баттерсбі              | «Як визнання піонерської праці щодо висвітлення подробиць шляхів біосинтезу для всіх основних рослинних алкалоїдів. Його підхід, який став парадигмою для майбутніх досліджень в області біосинтезу складних молекул, сполучає в собі роботу з виділення, визначення структури, синтезу, ізотопічного маркування та спектроскопії, особливо ЯМР високого рівня, а також генетику та молекулярну біологію. Ці ефектні дослідження відкрили весь шлях утворення вітаміну B12»                                              | -        |

### 2000-ні
| Рік  | Нагороджений                                           | Підстава | Примітки |
| ---- | ------------------------------------------------------ | --- | -------- |
| 2001 | Жак Міллер                                             | «За працю над імунологічними функціями тимуса та T-клітин, яка революціонізувала науку імунологію. Праця професора Міллера прокладає шлях до визначення нових методів покращення опору інфекціям, до виробництва нових вакцин, покращення виживання, роботи з автоімунністю і навіть організації відторгнення ракових клітин імунною системою» | -        |
| 2002 | Джон Попл                                              | «За розвиток обчислювальних методів квантової хімії. Його праця перетворила теорію функціоналу густини в потужне теоретичне знаряддя для хімії, хімічної фізики та біології» | [ 155 ]  |
| 2003 | Джон Гердон                                            | «За унікальні революційні відкриття в області клітинної та розвиткової біології. Він започаткував концепцію генетичної еквівалентності спеціалізованих клітин і того, що вони відрізняються тільки генами, які в них експресуються, а не генами, які в них містяться, що є фундаментальною концепцією в сучасній біології»                     | -        |
| 2004 | Гаролд Крото                                           | «Як визнання значного внеску в розуміння основ динаміки карбону в ланцюжкових молекулах, що призвело до радіоастрономічного виявлення цих різновидностей (поліїнів) в міжзоряному просторі і, таким чином, до започаткування нової ери в карбоновій науці»                                                                                     | [ 156 ]  |
| 2005 | Пол Нерс                                               | «За внесок у клітинну біологію загалом і за пояснення механізму контролю поділу клітин» | -        |
| 2006 | Стівен Гокінг                                          | «За видатний внесок у теоретичну фізику і теоретичну космологію» | [ 33 ]   |
| 2007 | Роберт Мей                                             | «За визначні дослідження взаємодії в та між біологічними популяціями, які переформулювали наше розуміння того, як види, спільноти й цілі екосистеми відкликаються на збурення, створені природою або людиною» | -        |
| 2008 | Роджер Пенроуз                                         | «за красиві та оригінальні ідеї в багатьох галузях математики та математичної фізики. Сер Роджер зробив визначний внесок в загальну теорію відносності й космологію, що особливо стосується його робіт з теорії чорних дір та Великого Вибуху.»                                                                                                | -        |
| 2009 | Мартін Еванс                                           | «За видатну працю з зародковими стовбуровими клітинами мишей, які революціонізували область генетики» | -        |
| 2010 | Вручено дві медалі на честь 350-ї річниці Товариства:  | Вручено дві медалі на честь 350-ї річниці Товариства: | [ 157 ]  |
| 2010 | Девід Кокс                                             | «За видатний внесок у теорію й застосування статистики.» | [ 157 ]  |
| 2010 | Томас Ліндаль                                          | «За видатний внесок у розуміння біохімії відновлення ДНК.» | [ 157 ]  |
| 2011 | Ден Маккензі                                           | «За визначний вклад у розуміння геологічних та геофізичних явищ, зокрема тектонічних плит» |          |
| 2012 | Джон Вокер                                             | «За видатні роботи з біоенергетики, відкриття механізму синтезу АТФ у мітохондріях» | [ 158 ]  |
| 2013 | Андрій Гейм                                            | «За численні наукові досягнення і зокрема започаткований напрям досліджень двовимірних атомних кристалів та штучних гетероструктур на їхній основі» | —        |
| 2014 | Алек Джефріс                                           | «За новаторську роботу в галузі змін і мутацій у геномі людини» | [ 159 ]  |
| 2015 | Пітер Хіггс                                            | «За фундаментальний внесок у галузі фізики елементарних частинок з теорією, що пояснює походження маси в елементарних частинках, яке підтверджується експериментами на Великому адронному колайдері» | [ 160 ]  |
| 2016 | Річард Гендерсон                                       | «В знак визнання фундаментальних і революційних внесків в розвиток електронної мікроскопії біологічних матеріалів, що дозволило вивести їх атомні структури» | [ 161 ]  |
| 2017 | Ендрю Джон Вайлс                                       | За гарний та несподіваний доказ Великої теореми Ферма, одного з найважливіших математичних досягнень XX століття. | [ 1 ]    |
| 2018 | Джеффрі Айван Гордон                                   | За його внесок у розуміння ролі кишкових мікробних угруповань для здоров'я та хвороб людини. | [ 162 ]  |
| 2019 | Джон Гудінаф                                           | На знак визнання його виняткового внеску у науку та технологію матеріалів, включаючи його відкриття, що призвело до створення літієвих акумуляторних батарей | [ 163 ]  |
| 2020 | Алан Фершт                                             | «He has developed and applied the methods of protein engineering to provide descriptions of protein folding pathways at atomic resolution, revolutionising our understanding of these processes.» | [ 164 ]  |
| 2021 | Джоселін Белл Бернелл                                  | За роботу з відкриття пульсарів, одного з найбільших астрономічних відкриттів ХХ століття. | [ 165 ]  |
| 2022 | Команда розробників вакцини AstraZeneca проти COVID-19 | За швидку розробку та впровадження вакцини проти COVID-19. | [ 166 ]  |